# Lorenz von Crell
Lorenz Florenz Friedrich von Crell, född 21 januari 1744 i Helmstedt, död 7 juni 1816 i Göttingen, var en tysk kemist.
Crell var bergsråd och professor i Göttingen. Han publicerade flera kemiska journaler och tidskrifter, innehållande redogörelser för samtidens kemiska forskningsarbete, samt översättningar till tyska språket av bland andra Richard Kirwans och Joseph Blacks skrifter. Åren 1778–1781 utgav han "Chemisches Journal", 1781–1784 "Die neuesten Entdeckungen in der Chemie", 1783 "Chemisches Archiv", 1783–1791 "Neues chemisches Archiv", 1798 "Neuestes chemisches Archiv", 1784–1803 "Chemische Annalen" och 1785–1799 "Beiträge zu den chemischen Annalen".
Crell invaldes 1784 som utländsk ledamot av Kungliga Vetenskapsakademien i Stockholm.